# Miss Italia 1973
Miss Italia 1973 si svolse a Vibo Valentia il 25 e il 26 agosto 1973. Il concorso è stato condotto da Mike Bongiorno, con la direzione artistica e l'organizzazione di Enzo Mirigliani. Vincitrice di questa edizione fu la diciannovenne Margareta Veroni di Carrara (MS).

## Risultati
| Risultato finale | Concorrente           |
| ---------------- | --------------------- |
| Miss Italia 1973 | - – Margareta Veroni  |
| Miss Cinema      | - – Monica Santorsola |
| Miss Eleganza    | - – Roberta Fedeli    |

## Concorrenti
01) Stefania Zanardi (Miss Lombardia)

02) Cinthia Tiseo (Miss Campania)

03) Renata Jurtchenko (Miss Trentino-Alto Adige)

04) Rossanna Brindisi (Bella dei Laghi)

05) Gisella Ferrari (Miss Liguria)

06) Roberta Duri (Miss Friuli Venezia Giulia)

07) Rosanna Barbuti (Miss Calabria)

08) Cinzia Pierluca (Miss Marche)

09) Patrizia Marsili (Miss Toscana)

10) Carmen Russo (Miss Emilia)

11) Milena Pantaloni (Miss Abruzzo)

12) Marisa Pellizzari (Miss Veneto)

13) Rosalba Ferro (Miss Lazio)

14) Lia Calisesi (Miss Romagna)

15) Maria Cimino (Miss Valle d'Aosta)

16) Gabriella Pintacuda (Miss Sicilia)

17) Bruna Ferrari (Miss Umbria)

18) Stella Della Rosa (La bella dell'Adriatico)

19) Tonia Ruta (Miss Puglia)

20) Ombretta Minacapelli (Miss Piemonte)

21) Rita Perossa (Miss Cinema Veneto)

22) Patrizia Bagatin (Miss Cinema Lazio)

23) Rossella Moscatelli (Miss Cinema Umbria)

24) Marzia Gargano (Miss Cinema Emilia)

25) Giusi Cannata (Miss Cinema Sicilia)

26) Angela De Beila (Miss Cinema Calabria)

27) Alvina Pittalis (Miss Cinema Sardegna)

28) Floriana Ciani (Miss Cinema Romagna)

29) Loredana Perrone (Miss Cinema Puglia)

30) Daniela Mazzuchelli (Miss Eleganza Marche)

31) Maria Montefusco (Miss Eleganza Emilia)

32) Emanuela Parisi (Miss Eleganza Toscana)

33) Patrizia Bagantin (Miss Cinema Lazio)

34) Angela De Bella (Miss Cinema Calabria)

35) Daniela De Landro

36) Daniela Manzoli (Miss Cinema Lombardia)

37) Alvina Pittalis (Miss Cinema Sardegna)

38) Barbara Ragazzon (Miss Cinema Liguria)

39) Margareta Veroni (Miss Cinema Toscana)

40) Lia Calusei (Miss Romagna)

41) Maria Cimino (Miss Valle d'Aosta)

42) Rossana Dal Zero (Bella dei Laghi)

43) Roberta Duri (Miss Friuli Venezia Giulia)

44) Roberta Fedele (Miss Roma)

45) Gisella Ferrari (Miss Liguria)

46) Rosalba Ferro (Miss Lazio)

47) Ombretta Minacapelli (Miss Piemonte)

48) Marisa Pellizzari (Miss Veneto)

49) Cinthia Tiseo (Miss Campania)

50) Stefania Zanardi (Miss Lombardia)

51) Marcella Boccio (Miss Cinema Italia)